# 206
| [ Edytuj tabelę ] |                            |
| Cesarz Chin       | - 189 Han Xiandi 220       |
| Władca Korei      | - 197 Sansang 227          |
| Papież            | - 199 Zefiryn 217          |
| Król Partów       | - 191 Wologazes V 208      |
| Cesarz Rzymu      | - 193 Septymiusz Sewer 211 |

Rok 206 / CCVI
stulecia: II wiek ~
III wiek ~
IV wiek

lata: 196 «
201 «
202 «
203 «
204 «
205 «
206
» 207
» 208
» 209
» 210
» 211
» 216

## Wydarzenia
Cesarstwo rzymskie
- Septymiusz Sewer zlecił rekonstrukcję Kolosów Memnona w Egipcie[1].
- Wzniesiono Łuk Septymiusza Sewera w Leptis Magna (lub w 209).

## Urodzili się
- Trebonian Gallus, cesarz rzymski (zm. 253).